# Aristolochia pubescens
Aristolochia pubescens är en piprankeväxtart som beskrevs av Carl Ludwig von Willdenow och Pierre Étienne Simon Duchartre. Aristolochia pubescens ingår i släktet piprankor, och familjen piprankeväxter. Inga underarter finns listade i Catalogue of Life.